# Слободан Суботић
Слободан Суботић (Босанска Градишка, 8. август 1908 — Београд, 23. јануар 1975) био је српски адвокат, политичар и логораш у Бањичком логору и Маутхаузену. Био је предсједник Адвокатске коморе Србије као први предсједник који није био члан СКЈ.

## Биографија
Рођен је 1908. у Босанској Градишки у свештеничкој породици. Његов отац свештеник Душан Суботић, као члан националних организација "Побратимство" и "Соко" осуђен је 1915. године од стране аустроугарских власти на Велеиздајничком процесу у Бањалуци. Пошто као дијете "велеиздајника" није имао право да похађа регуларну школу, мајка је њега и његовог старијег брата Бранислава подучавала код куће. Након првог свјетског рата уписује Нижу гимназију, најприје у Земуну а онда у Бања Луци гдје је завршио малу матуру. Вишу гимназију је учио у Београду, прво у Другој мушкој гимназији, а затим у Четвртој мушкој гимназији гдје је и матурирао 1927. Исте године уписује правни факултет гдје је дипломирао 1932/1933. ЗА вријеме студија био је запослен, прво у Универзитетској библиотеци а затим у Управи царина. Након одслуженог војног рока у Сарајеву, запослио се као адвокатски приправник код адвоката Шушића у Београду. Након положеног адвокатског испита, у Београду је 1939. отворио адвокатску канцеларију. Вјенчао се са Мирјаном Бавчић 14. октобра 1933. У браку је стекао три ћерке.

## Политика
Под очевим утицајем Слободан се још у младости опредијелио за Народну радикалску странку и постаје активан у политичком животу. Помаже оцу у његовој политичкој активности у Градишком срезу. За вријеме владе радикала др Милана Стојадиновића забиљежен је велики напредак у градишком срезу, што се у великој мјери приписивало проти Душану и његовом сину Слободану Суботићу. Након пада Стојадиновићеве владе именован је за секретара Главног одбора Народне радикалне странке. Прогањање радикала од стране Драгише Цветковића није мимоишло ни Слободана. Више пута је хапшен и затваран 1940-1941. Био је затворен у Главњачи и на Ади Циганлији. Суд за заштиту државе га је ослободио 1941. а након Стојадиновићеве интернације пуштен је на слободу.

## Други свјетски рат
Учествовао је у Априлском рату 1941. године као резервни потпоручник у противтенковској јединици. Након капитулације бјежи из сабирног логора у Чачку и враћа се у Београд. Његовог оца Душана су, скупа са бањалучким владиком Платоном, усташе убиле 5. маја 1941. што је Слободана опредијелило да учествује у организовању отпора окупаторима. Пружа помоћ мајору Јездимиру Дангићу у формирању устаничких јединица у Источној Босни и организује лијечење рањеника из Босне по цијелој Србији, помагао је и избеглицама које су са свих страна надирале према Београду. Један је од потписника "Апела српском народу". Његове активности нису остале непримјећене од стране Гестапоа који за њим је трагао још од прољећа 1942. На повратку из Босне, Нијемци су га ухапсили 18. августа 1942. у Лозници заједно са млађим братом Војиславом. Одакле их транспортују за Београд гдје су испитивани и мучени у затвору. Затим их пребацују у логор на Бањици, а одатле, 22. октобра 1942. их транспортују у концентрациони логор Маутхаузен. Из логора је ослобођен 5. маја 1945. Одлучује да се врати у Југославију иако је наслућивао да нове власти неће бити благонаклоне према њему. У Београд се враћа 1. јуна 1945.

## Послијератни период
Наставља свој рад у адвокатури посебно у области кривичног права. Био је један од адвоката одбране у процесу против команданта ЈВуО, ђенерала Драгољуба Михаиловића. У овом процесу Суботић је бранио Бошка Павловића, Милана Гавриловића и Радоја Кнежевића. Он и Драгић Јоксимовић били су ухапшени 1949, јер су их њихове одбране на овом процесу трајно легитимисале као непријатеље друштвеног поретка. У затвору је провео 15 мјесеци. После више од годину дана затвора пустили су га да иде кући без икаквих папира и пресуда. Бранио је 1947. групу припадника антикомунистичке омладинске организације "Бели орлови". У управу Адвокатске коморе Србије изабран је 1954. (био је секретар, потпредсједник (1956), а затим и предсједник). Међу одбранама истиче се и одбрана инжињера Радмила Лавренчића, директора ФАП-а. Био је један од адвоката одбране у процесу против Милована Ђиласа. Био је и заступник Митрополије Црногорско-приморске пред Уставним судом Југославије против СР Црне Горе због рушења Његошеве капеле на Ловћену. Поново је ухапшен је 29. децембра 1971, а суђено му је 1972. године пред Окружним судом у Београду, као председнику Адвокатске коморе Србије. Он је на Скупштини Југославије као делегат и као предсједник Адвокатске коморе Србије рекао да Србија предложеним амандманима губи државност и да покрајине Косово и Војводина постају државе. Због тих ријечи Суботић је и осуђен на 14 мјесеци при Окружном суду у Београду. Приликом претреса стана полиција је пронашла летке, наводно непријатељске садржине који су говорили о положају Срба у СР Босни и Херцеговини и СР Хрватској. Леци су били из забрањене књиге "Крајина и Крајишници", јер је аутора др Јована Зубовића у том тренутку Суботић бранио пред судом. Око три стотине адвоката је потписало петицију у којем је тражено његово ослобађање. Овом захтјеву се придружила и Међународна адвокатска комора. Његова кривица била је, према наводима из оптужнице, у томе што је у "циљу противуставне промене државног и друштвеног уређења СФРЈ, разбијања братства и јединства народа Југославије и националне равноправности, написима вршио и подстицао непријатељску пропаганду и злонамерно и неистинито приказивао друштвено-политичке прилике у земљи". Одмах по хапшењу, Суботић је анатемисан у режимској штампи. Називан је "олошем који се увукао у адвокатуру", "класним непријатељем" и "шовинистом".
Умро је 1975. у Београду.

## Рехабилитација
Председништво Адвокатске коморе Србије донијело је 1992. одлуку о његовој рехабилитацији. Том приликом му је додијељен и орден Адвокатске коморе. Одлуком Окружног суда у Београду адвокат Слободан Суботић је рехабилитован 12. јула 2009.
Након смрти адвокатску канцеларију преузела је његова ћерка Душанка Суботић-Хомен, њен син је Слободан Хомен бивши државни секретар у Министарству правде Србије.